# Jim Acosta
Jim Acosta, rođen kao Abilio James Acosta (Washington, 17. travnja 1971.), američki novinar. Od 2018. godine glavni je dopisnik za CNN u Bijeloj kući.

## Karijera
Nakon što je radio kao novinar i voditelj raznih postaja u vlasništvu CBS-a, od veljače 2003. počinje raditi za CBS, posvetivši se predizbornoj kampanji Johna Kerryja za predsjedničke izbore u Sjedinjenim Američkim Državama 2004. godine.
Informativnom kanalu CNN pridružio se u ožujku 2007. godine, prativši predizbornu kampanju Mitta Romneya za predsjedničke izbore 2012. i Donalda Trumpa za izbore 2016. godine.

## Konferencija za medije 7. studenoga 2018.
U studenome 2018. godine, tijekom konferencije za medije američki predsjednik Donald Trump optužio je Jima Acostu da je narodni neprijatelj. Glasnogovornica Bijele kuće Sarah Huckabee Sanders potvrdila je nakon konferencije da je Acosti uskraćen pristup Bijeloj kući jer je neko vrijeme odbijao vratiti svoj mikrofon, inzistirajući na odgovoru predsjednika na nejgova pitanja. Dana 16. studenoga 2018. godine savezni sudac Timothy J. Kelly naložio je Bijeloj kući da vrati akreditaciju Jimu Acosti.